# Guatteria parviflora
Guatteria parviflora este o specie de plante angiosperme din genul Guatteria, familia Annonaceae, descrisă de Robert Elias Fries. Conform Catalogue of Life specia Guatteria parviflora nu are subspecii cunoscute.